# Пуп

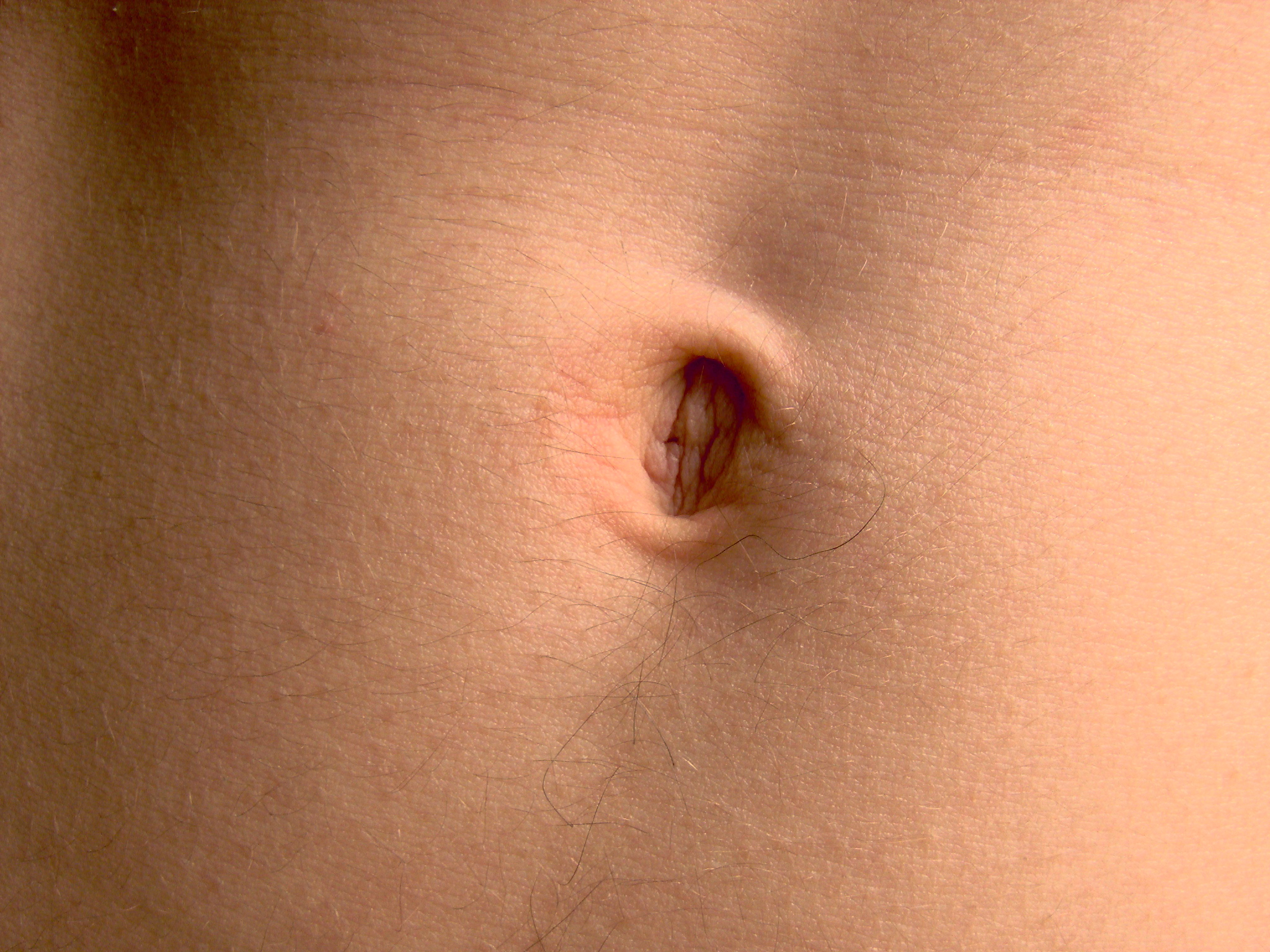
Пуп

Пуп або пупок (лат. umbilicus) — рубець на передній черевній стінці, який залишається після видалення пуповини у новонародженої дитини. Пупок мають усі плацентарні ссавці, у більшості з яких він виглядає невеликою лінією без волосяного покриву.
У частини людей пуп виглядає як поглиблення в шкірному покриві, у інших — навпаки, як опуклість. Окрім цього, пупи розрізняються за розмірами, формою, глибиною і т. д. У зв'язку з тим, що пупи за своєю природою є набутими рубцями, не зумовленими генетично, вони допомагають розрізнити монозиготних близнюків.

## Анатомія пупа
Пупок є важливим анатомічним орієнтиром на передній черевній стінці, у зв'язку з його досить типовим розташуванням. Іннервація шкіри на рівні пупа здійснюється десятою парою грудних нервів (дерматом Th10). Відносно хребетного стовпа пупок стабільно розташовується на рівні L3-L4 хребців. Пупок використовується для візуального розподілу живота на сектори. Леонардо да Вінчі вписав пуп до центру кола, описаного навколо людини з підведеними руками. У різних людей висота розташування пупка може відрізнятися, проте «божественні пропорції», засновані на Золотому перерізі, припускають його розташування на 62 % висоти тіла.
Пуп розташовується по серединній лінії, в проєкції білої лінії живота. Грижі білої лінії живота відносно пупка розділяють на надпупкові, припупкові і підпупкові, що пов'язано з особливостями анатомії апоневрозів м'язів передньої черевної стінки.